# Limnophyes distylus
Limnophyes distylus är en tvåvingeart som beskrevs av Jean-Jacques Kieffer 1921. Limnophyes distylus ingår i släktet Limnophyes och familjen fjädermyggor. Inga underarter finns listade i Catalogue of Life.